# Peculator obconicus
Peculator obconicus es una especie de molusco gasterópodo de la familia Volutomitridae.

## Distribución geográfica
Se encuentra  en Nueva Zelanda.